# Yersinia hibernica
Yersinia hibernica é uma espécie de Yersinia que foi originalmente isolada em um ambiente de produção de suínos. A estirpe tipo é CFS1934 (=NCTC 14222 =LMG 31076). Esta espécie foi anteriormente identificada erroneamente como Yersinia enterocolitica e Yersinia kristensenii, mas pode ser distinguida bioquimicamente pela falta de utilização de sacarose. Além de ambientes relacionados com porcos, Y. hibernica também foi isolada das fezes de Rattus norvegicus e Hydrochoerus hydrochaeris.

## Etimologia
Hibernica, de Hibernia, pertencente à Irlanda de onde a cepa tipo foi isolada.